# Uggerslevgård
Uggerslevgård er en gammel gård, den nævnes første gang i 1415 og var en avlsgård under Gyldensteen fra 1719 til 1926. Gården ligger i Uggerslev Sogn, Skam Herred, Otterup Kommune. Hovedbygningen er opført i 1721.
Uggerslevgård Gods er på 89 hektar

## Ejere af Uggerslevgård
- (1415-1425) Klavs Siker
- (1425-1450) Jes Basse
- (1450-1689) Forskellige ejere
- (1689-1718) Kronen
- (1718-1719) Christian Carl Gabel
- (1719-1749) Jean Henri Huguetan Gyldensteen
- (1749-1752) Marguerite marice Francoise Isdore Jeansdatter Huguetan-Gyldensteen gift von Knuth
- (1752-1802) Johan Henrik Eggertsen von Knuth-Gyldensteen
- (1802-1827) Contance Henriette Frederikke Johansdatter von Knuth-Gyldensteen gift (1) Bernstorff (2) Stolberg (3) Rantzau (4) de Wansonwitz
- (1827-1837) Andreas Erich Heinrich Ernst Bernstorff-Gyldensteen
- (1837-1898) Johan Hartvig Ernst Bernstorff-Gyldensteen
- (1898-1926) Hugo Kuno Georg Bernstorff-Gyldensteen
- (1926-1967) Forskellige Ejere
- (1967-) Bengt Helge Mex-Jørgensen

|  | Denne artikel om en bygning eller et bygningsværk kan blive bedre, hvis der indsættes et (bedre) billede. Du kan hjælpe ved at afsøge Wikimedia Commons for et passende billede eller lægge et op på Wikimedia Commons med en af de tilladte licenser og indsætte det i artiklen. |

55°32′3″N 10°18′15″Ø / 55.53417°N 10.30417°Ø